# NGC 2232
NGC 2232 ist ein Offener Sternhaufen vom Trumpler-Typ IV3p im Sternbild Einhorn südlich des Himmelsäquators. Er hat einen Durchmesser von 45 Bogenminuten und eine Scheinbare Helligkeit von 4,2 mag.
Entdeckt wurde das Objekt am 16. Oktober 1784 von William Herschel.